# Eurotéléport (métro de Lille)
La station Eurotéléport est une station de la ligne 2 du métro de Lille, et de la ligne R du tramway de Lille. Elle est située, en dessous de l'intersection entre les boulevards du Général-Leclerc et Gambetta, entre la place de la Liberté et la Rue Mail de Lannoy, à Roubaix.
Mise en service en 1999, la station de métro dessert notamment le quartier Anseele - Centre - Nations unies - Crouy - Espérance.

## Situation sur le réseau
La station Eurotéléport du métro de Lille est située sur la ligne 2 entre les stations Roubaix - Charles-de-Gaulle et Roubaix - Grand-Place.

## Histoire
La station Eurotéléport est inaugurée le 18 août 1999.

## Services aux voyageurs

### Accueil et accès
Un grand dôme est situé au niveau de la salle des billets. Elle est l’œuvre de Philippe Louguet, Thierry Baron et Sylvie Castel. Elle comporte trois accès et un ascenseur en surface, elle est bâtie sur trois niveaux : niveau - 1 : vente et compostage des billets ; niveau - 2 : niveau intermédiaire permettant de choisir la direction de son trajet ; niveau - 3 : voies centrales et quais opposés.

### Desserte

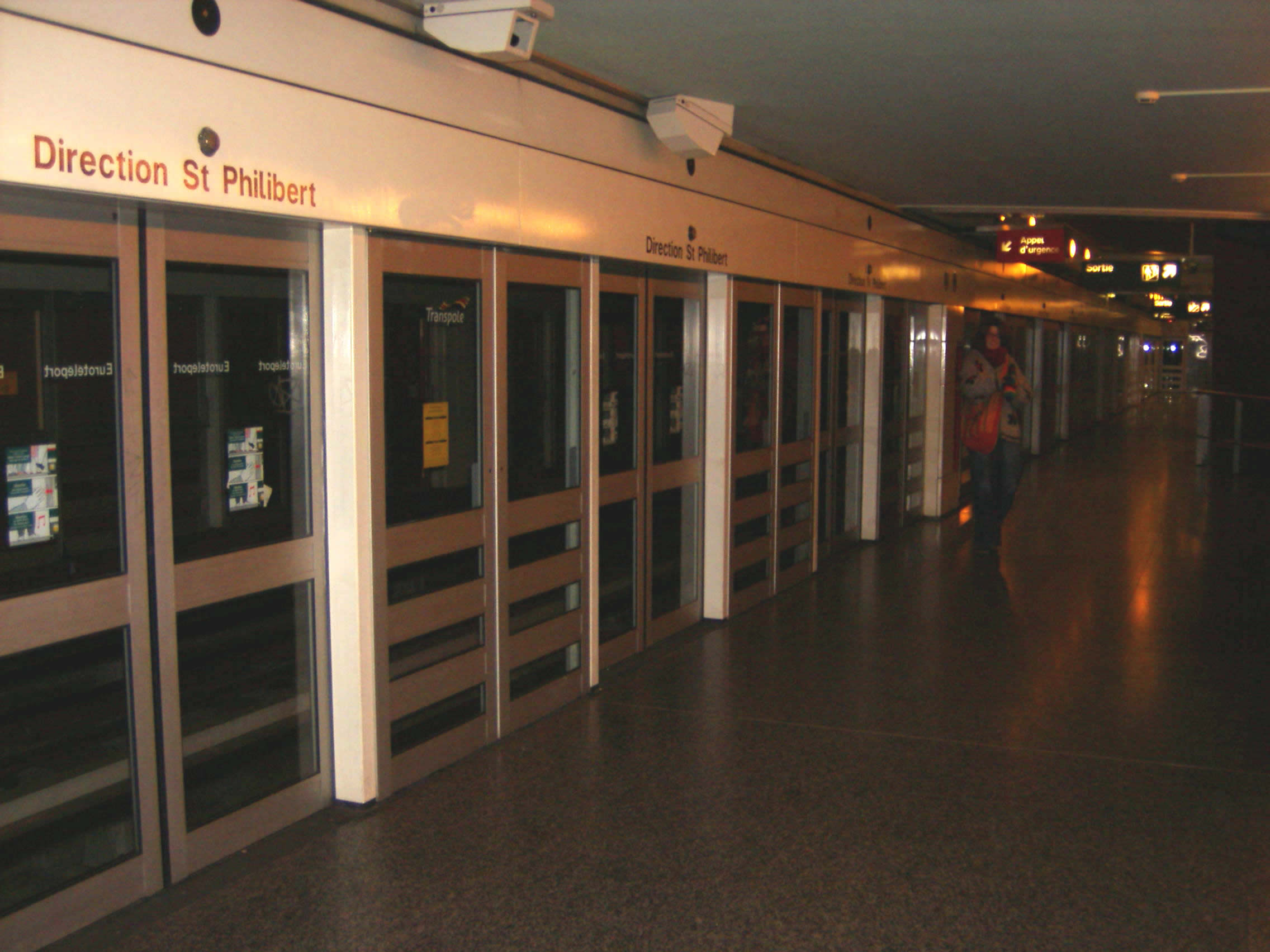
Portes palières de la station Eurotéléport en direction de Saint-Philibert.

### Intermodalité
La station est le terminus de la ligne R du tramway de Lille - Roubaix - Tourcoing.
Elle est également desservie par les lignes L3, L4, L8, 33, 34, 35, 36, 78 et C12 ainsi que par la ligne sur réservation 23R du réseau Ilévia. La ligne transfrontalière MWR reliant Roubaix à Mouscron dessert également la station.

## À proximité
- Archives nationales du monde du travail
- Pole 3D école d'infographie supérieure
- Mc Arthur Glen
- Espace Grand-Rue
- Lycée Privé Saint Rémi
- IRCEM